# Punt (båt)

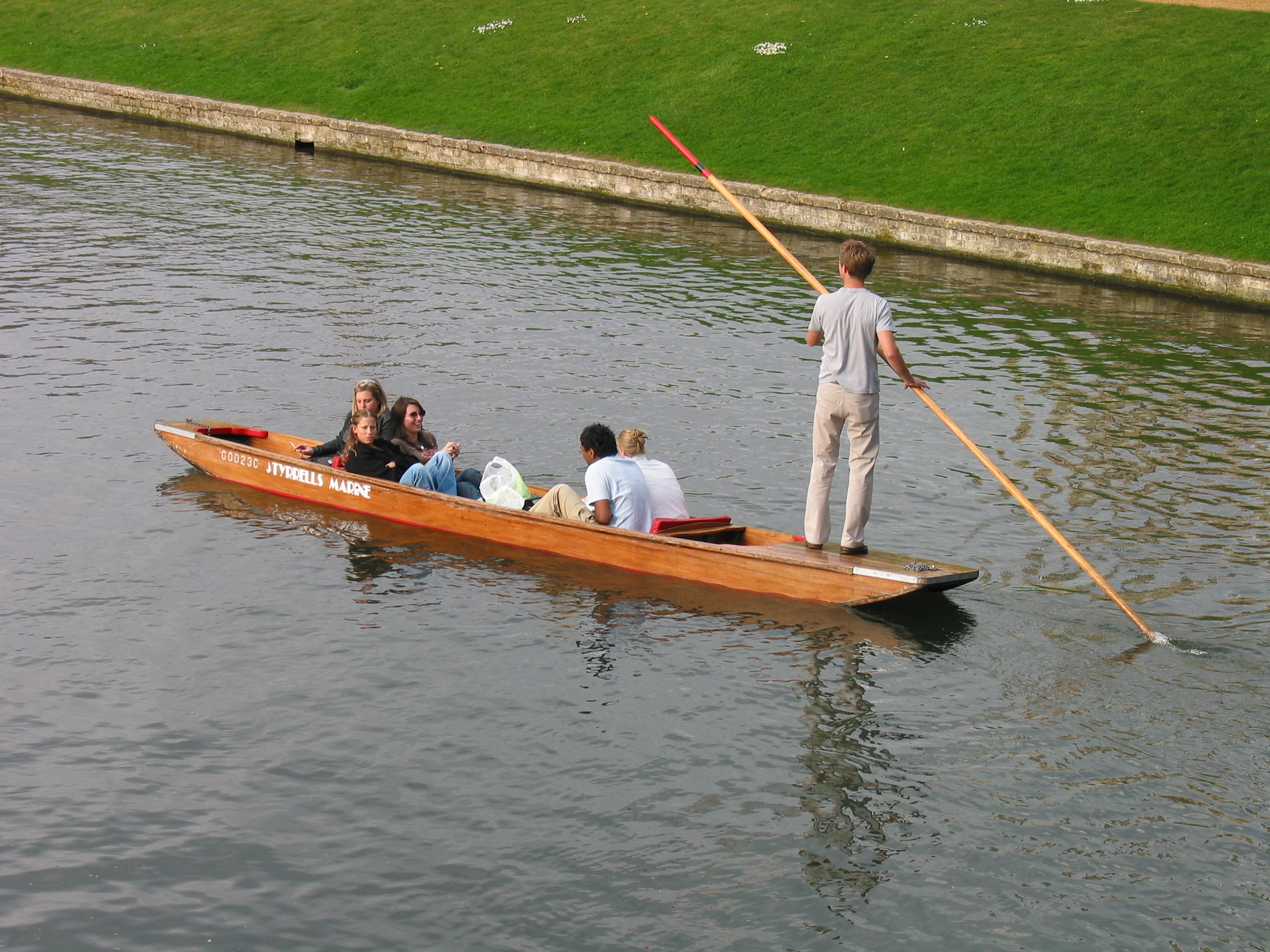
En punt i Cambridge i England.

En punt (engelska punt) är en sorts stakbåt, en flatbottnad båt med tvär för- och akterstäv som är konstruerad för att framföras i mindre floder och andra grunda vatten. Den drivs fram med användning av stake (engelska verbet 'punt' betyder "att staka fram", till exempel en båt). Benämningen punt används främst för denna typ av båtar inom den engelskspråkiga världen.

## Historik
Puntbåtar användes tidigare som fraktbåtar eller för fågeljakt och fiske, men i dag används de mestadels som nöjesbåtar med passagerare och är mycket vanlig på Themsen.
Termen "punt" har även använts för mindre båtar som används utefter kusterna och som i Storbritannien kallas "Deal galley punt". Detta härleds från användandet av namnet "punt" i kustsamhällen för klinkbyggda båtar med öppet framparti.
I Kanada kan termen punt även avse en liten flatbottnad båt med tvär förstäv, oavsett användningsområde, byggnadsmaterial eller metod för framdrivning.
I Australien benämns linfärjor oftast som puntbåtar.

## Liknande båttyper
En punt ska inte blandas ihop med en gondol. Denna är en långsmal och flatbottnad båt som är strukturellt annorlunda och som drivs med en vrickåra.
En punt är en sorts stakbåt, vilket är en bredare typ av benämning för olika typer av båtar som stakas fram. Dessa är ofta flatbottnade men har inte alltid koppling till flatbottnade kanalbåtar i England. I vissa sammanhang ses dock punt som den engelska benämningen för svenskans stakbåt.